# Onofrio Fusco
Onofrio Fusco (Bari, 28 novembre 1918 – Bari, 4 novembre 1994) è stato un allenatore di calcio e calciatore italiano, di ruolo centrocampista.

## Carriera
Cresce nel Bari con cui debutta in Serie A. Con i pugliesi disputa sei stagioni consecutive, cinque delle quali nel massimo campionato, giocando quasi sempre titolare.
Durante la seconda guerra mondiale con la maglia dell'U.S. Conversano vince il Campionato dell'Italia libera 1944, competizione disputata nella Puglia liberata dalle forze alleate.
Alla ripresa dei campionati dopo la guerra, veste nuovamente la maglia del Bari per due stagioni, al termine delle quali viene acquistato dalla Roma. Dopo un solo anno nella capitale passa all'Atalanta (sempre in Serie A) dove trova poco spazio.
Decide quindi di scendere nelle categorie inferiori, disputando due campionati con l'Avellino, uno con il Molfetta e uno con il Mesagne, società con cui chiude la carriera.
Terminata la carriera da calciatore intraprende quella di allenatore. Nella stagione agonistica 1956-1957 guida la formazione "ragazzi" (una categoria giovanile del tempo) del Bari al quarto posto nelle finali nazionali. È in seguito allenatore della prima squadra dei biancorossi nell'arco di tre diverse stagioni. A Mesagne, invece, vince il campionato di Prima Categoria nel 1968 e disputa un campionato di Serie D.
Muore nella sua città nel 1994 a causa delle conseguenze subite da uno scippo.
Negli anni duemiladieci, su iniziativa congiunta dell'Unione Nazionale Veterani dello Sport e del comune di Bari gli viene intitolata una delle salite dello Stadio San Nicola.

## Palmarès

### Giocatore

#### Competizioni regionali
- Campionato dell'Italia libera:1

Conversano: 1944

#### Competizioni nazionali
- Serie B: 1

Bari: 1941-1942